# Lilla Älgsimmen
Lilla Älgsimmen är en sjö i Nora kommun i Västmanland och ingår i Norrströms huvudavrinningsområde.